# Alfonso Delgado Evers
Alfonso Rogelio Delgado Evers (ur. 21 czerwca 1942 w Rosario) – argentyński duchowny katolicki, arcybiskup San Juan de Cuyo w latach 2000-2017.

## Życiorys
Święcenia kapłańskie otrzymał 23 czerwca 1970.

## Episkopat
20 marca 1986 został mianowany biskupem diecezji Santo Tomé. Sakry biskupiej udzielił mu 25 kwietnia 1986 arcybiskup Buenos Aires - Juan Carlos Aramburu.
25 lutego 1994 został przeniesiony na urząd ordynariusza Posadas.
29 marca 2000 papież Jan Paweł II mianował go arcybiskupem metropolitą San Juan de Cuyo. 17 czerwca 2017 papież Franciszek przyjął jego rezygnację z urzędu.